# Bitopía (plano)
En Dungeons & Dragons, un juego de rol de fantasía heroica, los Paraísos Gemelos de Bitopía (también abreviado como Bitopía o los Paraísos Gemelos) es uno de los planos que forman parte de la cosmología de la Gran Rueda, utilizada en los escenarios de campaña de Planescape, Falcongris y los Reinos Olvidados (en algunas de sus ediciones). Como parte de los Planos Exteriores el alineamiento de Bitopía se encuentra a medio camino entre neutral bueno y legal bueno.
Los paraísos gemelos de Bitopía es un plano de vibrante naturaleza y espíritu de cooperación. Es única entre los Planos Exteriores porque sus dos capas se miran como si fueran las dos tapas de un libro cerrado. En efecto el plano consiste en dos sub-planos o capas ubicadas una sobre la otra, ambas mirando hacia el centro del plano, de modo que una persona de pie sobre una de ellas puede mirar arriba y ver la superficie de la otra, siempre y cuando el cielo esté despejado. Para viajar entre ambas capas un viajero puede escalar alguna montaña especialmente alta o volar, ya que la gravedad se invierte cuando se cruza el punto medio. La distancia que separa las dos capas es de tan solo una milla aunque hay montañas agrestes que se elevan desde ambas y algunas veces se encuentran en el centro. Estas curiosidades geológicas son el camino natural de sus habitantes para viajar entre cada una de las dos capas. El origen del ciclo del día y la noche es un misterio incluso para sus habitantes. A su debido momento la luz de día para a ser sustituida por la oscuridad de la noche, sin astros que las guíe. Por las noches las comunidades de campesinos de Dothion pueden ver las "estrellas" en el cielo; estas no son más que las hogueras encendida por los habitantes de Shurrock. Algunos incluso dicen que algún dios del sol se ha quedado atrapado entre la frontera de ambas capas pero ese rumor no ha sido confirmado. Por toda Bitopía se puede respirar la filosofía de que el logro personal se puede alcanzar con la dependencia y cooperación mutua. En Bitopía se pueden encontrar fabulosos jardines de frutos dorados o eso es lo que también dicen las leyendas.

### Planos adyacentes
Bitopía limita con los siete montes de Celestia y los campos benditos del Elíseo, y en algunos puntos es posible viajar a ellos. De igual manera, como todos los Planos Exteriores, Bitopía está conectada con el Plano Astral: sus portales mágicos son de color ámbar.

## Dothion
Dothion es la capa de naturaleza pastoral y bucólica. Es la capa más poblada de Bitopía y en esencia es el hogar planario de los gnomos. Sus extensos bosques son terreno de cazadores y leñadores, mientras que sus prados albergan a pastores y agricultores, de la misma manera sus ríos son surcados por pescadores y comerciantes. Los pueblos de esta capa son pequeños y autosuficientes. Cada una de las comunidades de Dothion es de naturaleza campesina pero poseen su propia milicia y consejo. El reino de las deidades gnomas está marcado por bosques profundos, grandes madrigueras, árboles inteligentes y un gran número de gnomos suplicantes. Las criaturas del bosque son animales normales como los que se encuentran en las regiones templadas del Plano Material aunque son más grandes en tamaño y con mucha más curiosidad. Las estaciones en Dothion son más leves que en el Plano Material a pesar de que nunca hace demasiado calor ni frío y por eso son poco perceptibles. En general ningún pueblo en Dothion tiene defensas físicas pues sus habitantes siempre son cordiales, amistosos y cooperativos los unos con los otros.
- Las Colinas Doradas: Hogar del panteón gnomo este reino divino consiste en seis colinas con un brillo dorado que le da nombre. A pesar de este tono dorado, que impregna todo el terreno, la fauna y flora, el único valor que posee es meramente estético. Cada una de sus colinas es el hogar de uno de los dioses del panteón pero ninguna destaca por encima de las demás.[6]
  - El Hogar Reluciente es el hogar y reino de Garl Oro Reluciente, líder del panteón y patrón de la raza de los gnomos. Este lugar posee la mayor cantidad de población planaria de gnomos pero su líder, Garl, raramente se encuentra en este colina, prefiriendo morar errante por todas las seis colinas.[6]
  - La Loma Oculta es el reino de Baravar Capa de Sombras, dios gnomo de las ilusiones y los engaños. Está repleta de trucos y trampas no letales, todo ello envuelto en ilusiones que confunden y desorientan a los no invitados. Sus asentamientos están llenos de gnomos pícaros e ilusionistas.[6]
  - La Hoja Susurrante es el reino de Baervan Viajero Indómito, dios gnomo de la naturaleza y los viajes. Sobre su colina se alza un enorme roble anciano. A los pies del majestuoso árbol se ubican varios asentamientos y caseríos de comunas gnomas que moran en armonía con la naturaleza. Sus suplicantes gnomos suelen ser trotamundos, druidas, exploradores o pícaros. Pero sobre todo es el hogar de los gnomos de los bosques, quienes están apadrinados por el propio Baervan.[6]
  - La Forja de Mithril es el reino de Flandal Piel de Acero, dios patrón de los gnomos mineros y herreros. Este reino de fuego y calor está oculto bajo la colina que tiembla cada vez que el propio Flandal usa su portentoso martillo. A diferencia de las otras colinas este reino es de naturaleza volcánica.[6]
  - Fuerteasilo es el reino de Gaerdal Mano de Hierro, dios gnomo protector de la guerra. Se trata de una colina fuertemente fortificada y es el primer bastión de guerra contra posibles invasiones. A diferencia del resto de colinas sus gnomos suplicantes tienen poco tiempo para el sentido del humor y son de temperamento militarista.[6]
  - La Madriguera de las Gemas es el reino de Segojan Clama la Tierra, dios gnomo de la naturaleza del subsuelo y los muertos. En esta colina profundamente excavada habitan muchísimos gnomos de las rocas y animales que excavan. Sus suplicantes moran en madrigueras cómodas dentro de túneles cálidos que dibujan caminos y líneas de acceso en la tierra.[6]
- El Hogar Profundo: Tierra de los svirfneblin o gnomos de las profundidades, así como de su deidad patrona, Callarduran Manostersas. A pesar de que este dios pertenece al panteón de los Señores de las Colinas Doradas lo cierto es que no posee una colina allí sino que su reino es independiente. El Hogar Profundo, o simplemente lo Profundo, es una vasta red excavada en la tierra de miles de millas de profundidad. Se trata de un pedazo de Infraoscuridad planaria pero no está habitado por moradores de alineamiento maligno. Normalmente todos los suplicantes svirfneblin terminan en este reino, sean o no adoradores de Calladuran.[6]
- El Cementerio del Baku: Esta arboleda pantanosa está habitada por ents ancianos y una variante de bakus, una especie de elefante enorme con colas de lagarto. Por alguna razón algunos bakus la eligen como lugar de reposo y no ven con buenos ojos los habitantes intrusos.[5]
- Yeoman: Ubicada cerca de la región central de la capa, la ciudad de Yeoman es el principal puesto comercial a través del cual todos los productos de toda Dothion se venden a viajeros y caravanas. Yeoman es la ciudad más grande de Dothion y la que le da fama al plano de enclave comercial.[5]

## Shurrock
Shurrock es la capa de naturaleza salvaje, una tierra áspera y tormentosa, que nunca ha sido domesticada. La tierra es más montañosa, rica en minerales y bendecida con abundante agua potable. Las tierras de cultivo son escasas pero los bosques son profundos y salvajes. A pesar de su naturaleza salvaje Shurrock es una tierra de artesanía e industria: en ella se pueden encontrar mineros, herreros, canterías o talladores de gemas. Las ciudades rebosan con energía mientras los molinos trabajan y las forjas crepitan con la chispa del fuego candente. Shurrock no es una tierra industrializada pues sigue siendo territorio de naturaleza salvaje. Cada trabajador mantiene su propio taller o trabaja como parte de una cooperativa informal es un mundo preindustrial. Mientras tanto en las cumbres de los montes más altos de Shurrock se encuentran los dominios de seres poderosos que quieren vivir tranquilos sin ser molestados.
- Martirio: Reino divino de Ilmater, dios del sufrimiento y la perseverancia en los Reinos Olvidados. Consiste en una montaña que posee un templo abierto en el centro que hospeda a mártires y viajeros cansados. Ninguna criatura puede sentir cansancio, dolor o agotamiento en sus instancias. Tiene fama, según los viajeros planarios, de ser uno de los lugares más tranquilos de los planos.[7]
- La Fortaleza de la Vigilancia: Reino divino de Gorm Gulthyn, dios enano de la defensa y la vigilancia. Su rasgo más destacable en una enorme torre de vigía que otea sus alrededores en busca de probables enemigos.[8]
- Centroespira: La montaña más elevada de Shurrock alcanza tal tamaño que se conecta con otra montaña en Dothion y los habitantes de Bitopía pueden utilizar sus laderas para cruzar desde Shurrock hasta Dothion y viceversa. De hecho esta es la ruta más común para los habitantes de Bitopía. Centroespira está llena de asentamientos y lugares de reposo apropiados para viajeros de todo tipo. También es el reino divino de Jascar, dios de las colinas y las montañas en Falcongrís.[9][10]
- Tierras del Dragón de Adamantina: Una caverna cristalina situada en uno de los picos escarpados a la que solo se puede acceder volando. Es el cubil de Mercialla, el dragón de adamantina que le da nombre. Mercialla se considera la guardiana de todo lo que es bueno y puro en Shurrock y saldrá en la defensa de sus habitantes si existe un peligro.[10]
- Cólera del Viento: En la cima de una montaña piramidal se encuentra el reino divino de Tefnut, diosa egipcia de la humedad y la atmósfera. Esta cumbre está constantemente azotada por violentas tormentas.[11]
- La Torre Ridícula: Esta especie de torre, construida de manera muy tosca, es el hogar del titán Epimeteo, que no fue condenado como el resto de sus congéneres. La torre da la sensación de que en cualquier momento podría derrumbarse y en sus entrañas se encuentra la caverna del titán. Los habitantes de Shurrock la han apodado como "ridícula" porque siendo maravillosos artesanos no llegan a entender como esa chapuza se mantiene de pie.[11]